# جيل نوام
جيل نوام (بالإنجليزية: Gil Noam)‏ هو عالم نفس أمريكي، ولد في 1950.